# Maurício Farias
Mauricio Chícharo Farias (Nova Friburgo, 25 d'octubre de 1960) és un actor, editor de cinema, guionista, productor i cineasta brasiler. Està casat amb l'actriu Andréa Beltrão i és conegut per haver dirigit pel·lícules com O Coronel e o Lobisomem, A Grande Família i Verônica. El seu treball més recent fou la novel·la Um Lugar ao Sol, de Lícia Manzo, emesa entre
novembre de 2021 i març de 2022.
El 1986 va guanyar la Conquilla d'Or al millor curtmetratge al Festival Internacional de Cinema de Sant Sebastià 1986 per A Espera.